# Zelotibia simpula
Zelotibia simpula is een spinnensoort uit de familie bodemjachtspinnen (Gnaphosidae). De soort komt voor in Congo en Kenia.